# Presa Emilio López Zamora
La presa Emilio López Zamora, también conocida como presa Ensenada, es una presa con planta potalizadora localizada en la ciudad de Ensenada, Baja California, México, en la cuenca del arroyo Ensenada. Sus usos principales son de contención durante crecidas y almacenamiento de agua para abastecer a la ciudad. Fue construida en 1976 y es administrada por la Comisión Nacional del Agua (CONAGUA) que es parte de la Secretaría de Medio Ambiente y Recursos Naturales (SEMARNAT).

## La presa

#### Características
Tiene una capacidad de almacenamiento máxima de alrededor de 3.75 millones de metros cúbicos, incrementada a 3.61 millones de metros cúbicos con la adición de agujas de 1.5 metros en la cortina. Sin embargo, la capacidad de almacenamiento útil estimada es de 2.61 millones de metros cúbicos, pues el fondo se ha llenado de lodo y escombro. El área de embalse y captación pluvial es de 54 hectáreas. 

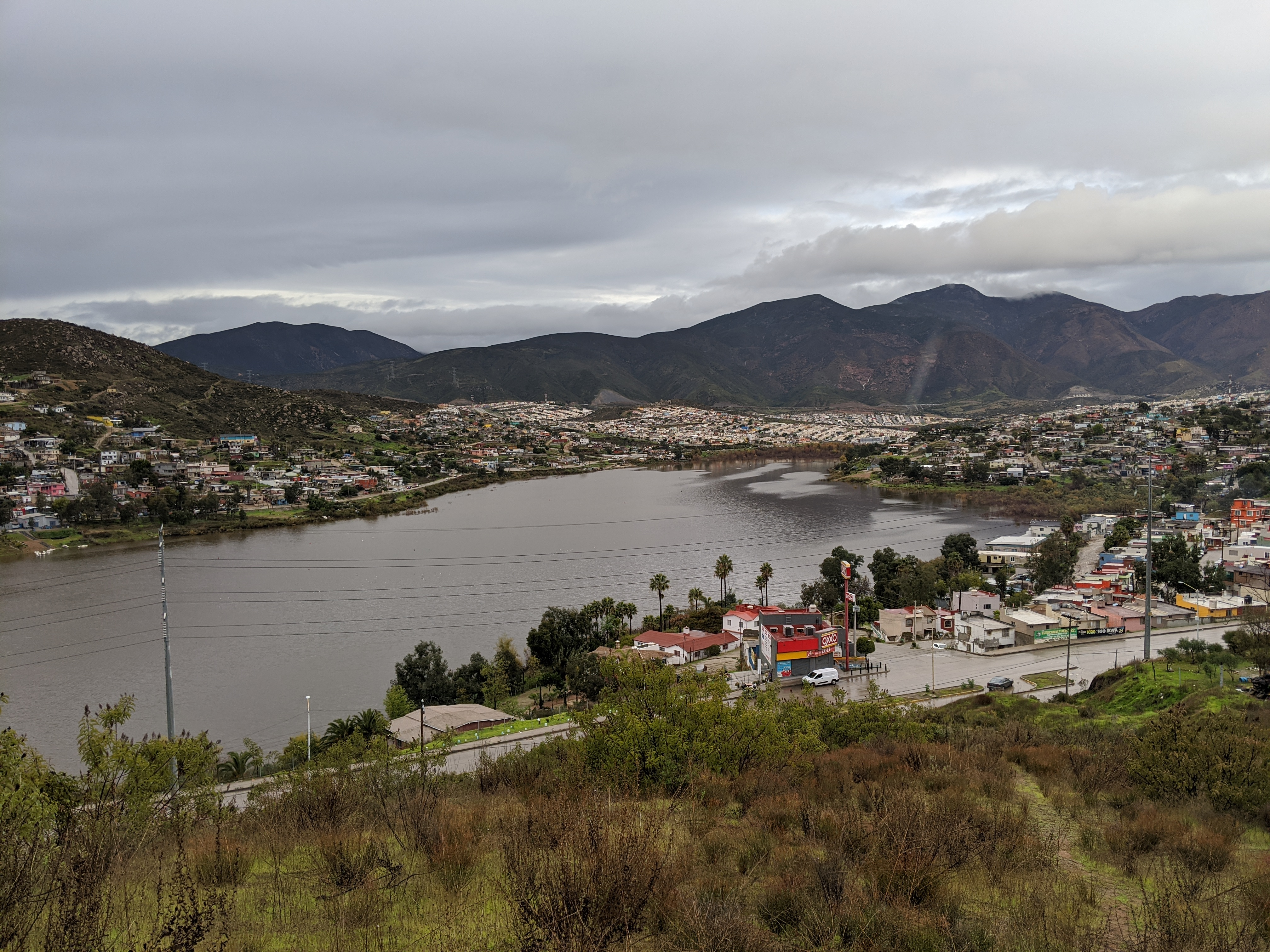
Embalse (2019)

La cortina es de gravedad con una longitud de 200 metros y una altura máxima de 34 metros. El ancho de la corona es de 8.5 metros. El vertedero hidráulico es de descarga libre con salto de esquí. Al activarse el vertedero derrama 0.265 metros cúbicos por segundo. Cuando la presa alcanza su máxima capacidad máxima de derrame de 30 metros cúbicos por segundo.
Al pie de la cortina hay una planta potabilizadora con capacidad de 150 litros por segundo. Toma agua de la presa y la trata a nivel de potable para incorporarla a la red mediante bombeo a tanques cercanos.

#### Operación
La operación de la presa Emilio López Zamora está a cargo de la Comisión Nacional del Agua (CONAGUA). En 2018 se realizaron labores de mantenimiento preventivo, con una inversión de casi 2 millones de pesos.

## Historia
Fue construida en 1976, nombrada en honor al ingeniero hidráulico Emilio López Zamora quien fuera director de Agricultura en Baja California. El nombre de la presa remite a un personaje activo en el estudio del agro mexicano durante gran parte del siglo XX. El ingenio López Zamora, nacido a principios del siglo XX en la Hacienda de San Nicolás de los Agustinos, municipio de Salvatierra, Guanajuato. Inició su carrera profesional como ingeniero topógrafo auxiliar de la Comisión Nacional de Irrigación. En 1937 ocupó el cargo de director de la Escuela de Agricultura de Chapingo. Formó parte de la Liga de Agrónomos Socialistas. Realizó estudios sobre la tenencia de la tierra y el uso de agua en el distrito de riego 2, río Mante, sobre el río Colorado y las aguas que México, Baja California, recibía de Estados Unidos; el ingeniero López Zamora fue prolijo en publicaciones:
"López Zamora fue pródigo en estudios, escritos y artículos relativos al problema del campo, la mayoría de ellos inéditos en medios masivos; los otros perdidos en diarios, revistas y folletos publicados en los últimos ocho o nueve lustros".
La presa se construyó con el fin de contener las inundaciones de los arroyos Ensenada y Valle Verde, y con el fin alterno de almacenar agua para abastecer a la ciudad.
En 1993 el Diario Oficial de la Federación publica la expropiación por causa de utilidad pública de una superficie de 72 hectáreas de temporal de uso común de terrenos ejidales del poblado Adolfo Ruiz Cortines, a favor de la Secretaría de Agricultura y Recursos Hidráulicos (actualmente administrado por la Secretaría de Medio Ambiente y Recursos Naturales), para formar parte del vaso de la presa.

## Problemas y riesgos

#### Sequía
El agua de lluvia que se almacena en este vaso se utiliza en forma intermitente. Los aportes de suministro de agua por parte de la presa es de carácter temporal, dado lo irregular de los escurrimientos del arroyo Ensenada. La presa ha llegado a niveles bajos de agua acumulada, debido a las escasas lluvias durante varias temporadas de sequía, por ejemplo en 2014, llegando a estar casi completamente vacía en 2015. Sin embargo, debido al alto nivel de precipitaciones a inicio de 2023, la presa llegó al límite de su capacidad de almacenamiento.

#### Riesgo de desbordamiento
La presa ha alcanzado su capacidad máxima en múltiples ocasiones de lluvias fuertes, teniéndose que activar el vertedero. Durante las fuertes lluvias de marzo de 1978 (86 mm en 24 horas) existió el riesgo de desbordamiento y se subió un metro la corona con sacos de arena. Más recientemente, la presa alcanzó su máximo nivel en 2019.
Existe incertidumbre entre la población aledaña sobre un posible desbordamiento de la presa, dado que en la lluvia intensa de 1978 la presa no se desbordó, y que desde entonces no se han presentado lluvias similares. El riesgo real de desbordamiento se ve incrementado al no desazolvarse y llenarse el embalse de arena y lodo.
En 2018, 35 personas que vivían junto a la presa en chozas de cartón, fierro y láminas fueron desalojadas por ser zona de peligro de inundación.

#### Basura y contaminación
La presa ha sido utilizada como vertedero de aguas negras así como basurero clandestino. Esto ha empeorado al incrementarse la población que vive en las zonas aledañas, incluyendo asentamientos irregulares, y especialmente el fraccionamiento Lomas de la Presa, con la constructora Casas Geo siendo denunciada por derramar aguas negras. En la superficie del agua así como en las orillas se pueden ver deshechos como bolsas y botellas de plástico.

#### Suicidios
En años pasados personas llegaron a suicidarse lanzandose desde la cortina. En enero de 2018 un cuerpo sin vida fue encontrado en la presa. Bardas de protección fueron instaladas, para evitar que alguien pueda caer o arrojarse.

## Otros usos en la comunidad

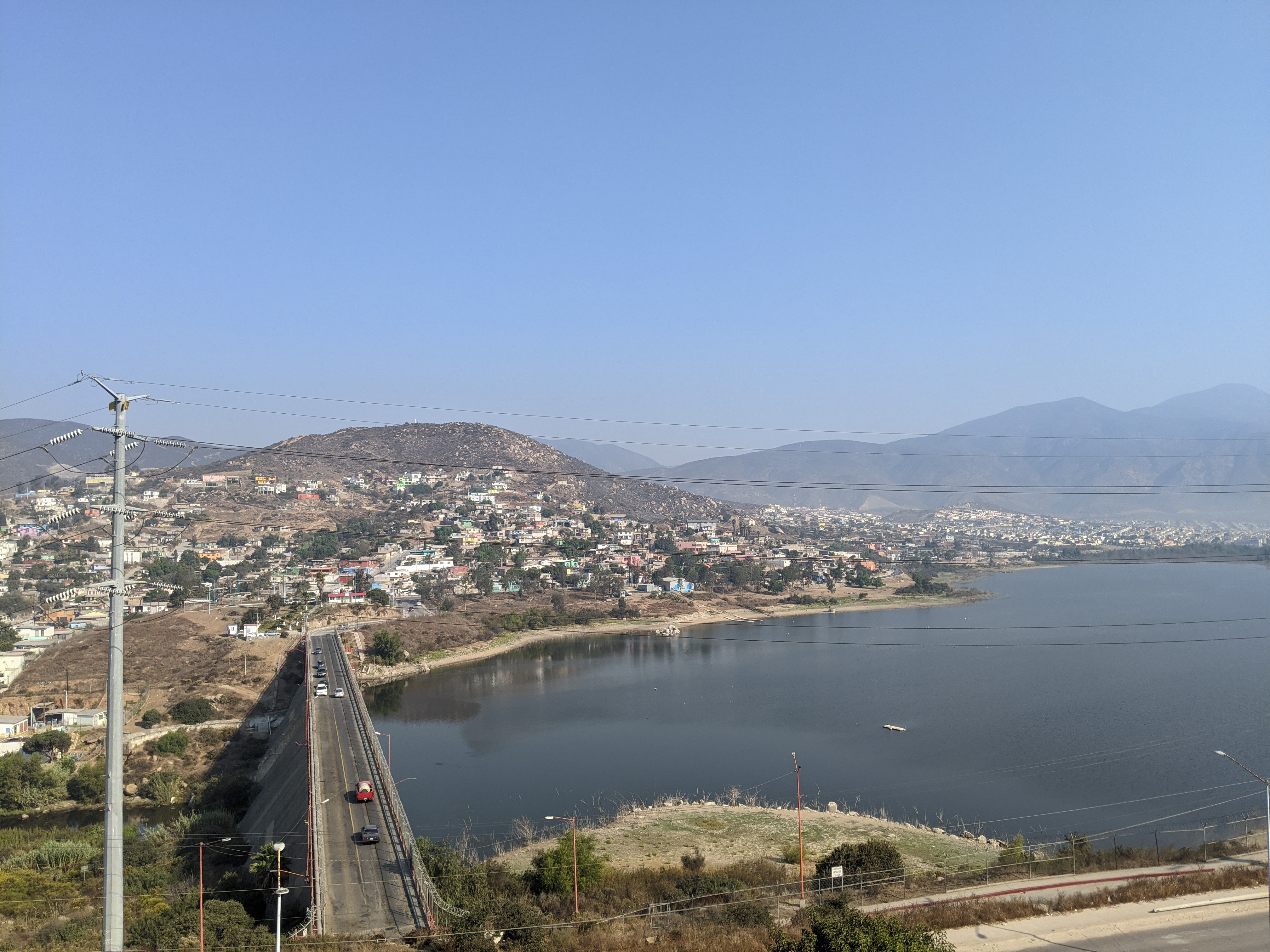
La presa en 2020

La cortina de la presa sirve también como puente vehicular y peatonal entre la colonia Lomas de Valle Verde y los fraccionamientos Villas del Prado y Villas del Roble.
En 2002 el cabildo declara el área del Cañón de Doña Petra y vasos de la presa Emilio López Zamora como reserva de área verde. En 2007 una comisión dictaminadora decreta que sea zona protegida. Existen planes para un parque ecológico en la presa o una serie de parques desde la presa hasta el mar, pero no se han completado.
La presa ha sido utilizada como lugar de entrenamiento para kayak y canotaje. La kayakista bajacaliforniana Ana Isabel Arellano, que se clasificó al Campeonato del Mundo Juvenil de 2013 en Canadá, entrenó en la presa. La Selección de Canotaje de Baja California volvió a entrenar en la presa en 2023, después de tres años sin poder utilizarla debido a la sequía.

## Flora y fauna

#### Vegetación
La vegetación existente en los alrededores de la presa está formada por, en orden de su distancia al agua, marismas (junto al agua) como Spartina foliosa y Sarcocornia pacifica; matorral costero como fresno, lentisco y trompo, chaparral como manzanitas y chamizos; y en las zonas más altas y alejadas del agua, bosque de coníferas con especies como el pino, junípero, calocedrus, abies y álamos.

#### Peces
Varias especias de peces han sido documentadas en la presa, incluyendo especies exóticas como sardina Maya (Dorosoma petenense), bagre de canal (Ictalurus punctatus), pez mosquito (Gambusia affinis), mojarra oreja azul (Lepomis macrochirus), lobina negra (Micropterus salmoides), y la tilapia panza roja.

#### Aves
Más de 170 especies de aves han sido observadas en las inmediaciones de la presa, como se registra en la base de datos biológica EBird. La presa es un sitio importante para especies residentes y migratorias. En mayo de 2023, durante un evento de observación, 28 especies de aves fueron avistadas, incluyendo pato de collar, cormorán orejón, garcita verde, garza morena, gallareta americana, playero alzacolita y halcón peregrino.